# 43P/Вольфа — Харрингтона
Комета Вольфа — Харрингтона (43P/Wolf-Harrington) — короткопериодическая комета из семейства Юпитера, которая была открыта 22 декабря 1922 года немецким астрономом Максом Вольфом в Гейдельбергской обсерватории и на момент обнаружения медленно двигалась по созвездию Тельца. Она была описана как небольшой диффузный объект 16,0 m звёздной величины. Комета обладает довольно коротким периодом обращения вокруг Солнца — чуть более 9,0 лет.

Орбита кометы Вольфа — Харрингтона и её положение в Солнечной системе

## История наблюдений
В течение последующих нескольких недель комета неуклонно угасала, и в последний раз ее видели 14 февраля 1925 года. После этого были предприняты попытки рассчитать орбиту кометы, но было ясно, что большое расстояние перигелия (2,4 а. е.) и короткие период наблюдения (всего 2 месяца), не позволит сделать это с требуемой точностью.  Ситуацию усугубляло прохождение кометы вблизи Юпитера в 1936 году, что вносило ещё большие погрешности в предвычисленную орбиту. В результате комета Вольфа была потеряна. Предполагалось, что она может вернуться ближе к 1952 году.
Вновь переоткрыть комету удалось 4 октября 1951 года американскому астроному Роберту Харрингтону на Паломарской обсерватории, который описал её как диффузный объект 16,0 m звёздной величины с центральной конденсацией и хвостом длиной в 2 ' минуты дуги. В ноябре того же года Л. Э. Каннингхэм, вычислив орбиту кометы, предположил, что она может быть потерянной кометой Вольфа. Окончательно это факт подтвердился в 1957 году, когда Antoni Przybylski промоделировал движение кометы по орбите с учётом тесного сближения с Юпитером в 1936 году. После этого комета Вольфа — Харрингтона наблюдалась во все свои возвращения. 
Наиболее благоприятные возвращения кометы были в 1952 году, когда она достигла яркости в 12 m, и в 1991 году — 12,5 m.

## Сближение с планетами
В XX веке комета совершила два тесных сближения с Юпитером и одно с Землёй, но наиболее интересное сближение произошло 7 марта 2019 году с Юпитером на расстояние 0,065 а. е. (9,7 млн. км), которое привело к увеличению перигелия орбиты почти в два раза, что существенно затруднило её дальнейшие наблюдения.
- 0,13 а. е. от Юпитера в 29 июня 1936 году;
  - уменьшение расстояния перигелия с 2,42 а. е. до 1,45 а. е.;
  - уменьшение орбитального периода с 7,56 до 6,20 лет;
- 0,72 а. е. от Юпитера в 2 января 1948 году;
  - увеличение расстояния перигелия с 1,45 а. е. до 1,60 а. е.;
  - увеличение орбитального периода с 6,20 до 6,50 лет;
- 0,93 а. е. от Земли в 14 ноября 1951 году;
- 0,065 а. е. от Юпитера 7 марта 2019 года;
  - увеличение расстояния перигелия с 1,36 а. е. до 2,44 а. е.;
  - увеличение орбитального периода с 6,13 до 9,01 года.